# U-Bahn-Station Dornbusch
Dornbusch ist eine oberirdische Station auf der A-Strecke der U-Bahn Frankfurt. Sie befindet sich an der Grenze der Stadtteile Dornbusch mit Nordend und Westend. Die Station wurde am 4. Oktober 1968 mit dem ersten Teilabschnitt der A-Strecke von der Hauptwache zur Nordweststadt eröffnet, und wird heute von den Linien U1 bis U3 sowie U8 der Frankfurter U-Bahn bedient. Der Untertitel Hessischer Rundfunk weist auf das nahegelegene Rundfunkgelände hin.

## Lage und Architektur

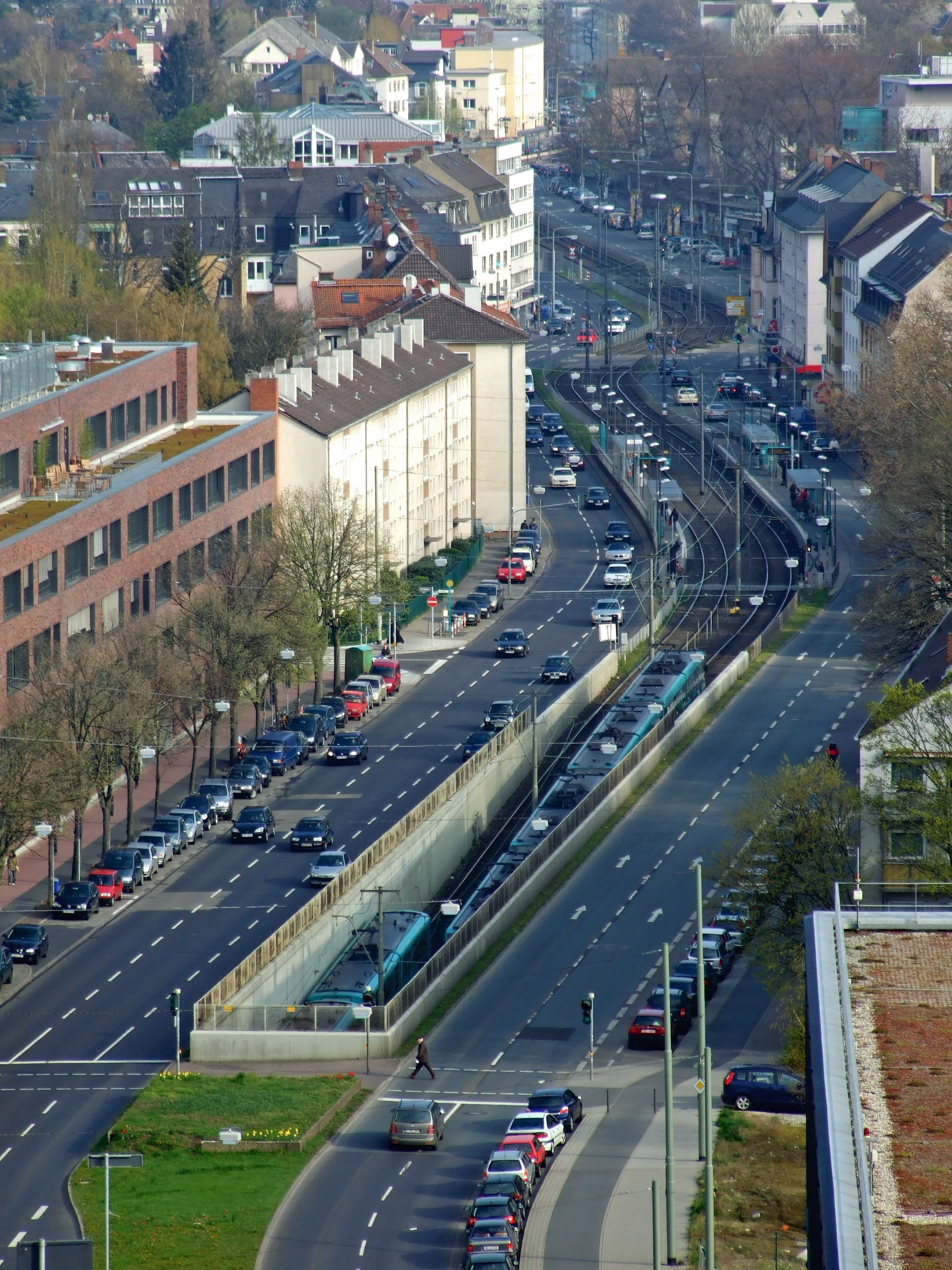
Beginn der Trassierung auf dem Mittelstreifen an der Rampe „Humser Straße“

Die Station Dornbusch ist die erste Haltestelle des oberirdischen Streckenabschnitts in Mittellage der Eschersheimer Landstraße. Die provisorische Rampe Humserstraße liegt genau südlich der Station in Richtung  des unterirdischen U-Bahnhof Miquel-/Adickesallee. Die Station Dornbusch verfügt über zwei äußere Hochbahnsteige. Sie war im Frühjahr 2002 eine der ersten oberirdischen Stationen, die auf eine Bahnsteighöhe von 80 Zentimeter über Schienenoberkante umgerüstet wurde. Seither dürfen die Gleise am Südende, wo zuvor nur Zugänge von den jeweiligen Straßenseiten vorhanden waren, ebenerdig überquert werden. In Höhe der Straße Am Grünhof an der Grenze zwischen Dornbusch und Westend bzw. Nordend gibt es einen barrierefreien ebenerdigen Zugang. Im Norden sind die Bahnsteige nur über ein großzügiges unterirdisches Zugangsbauwerk erreichbar. Ein 150 m langer Fußgängertunnel führt vom Bahnsteig unter der Eschersheimer Landstraße bis zur nördlich gelegenen Kreuzung mit den Straßen Am Dornbusch und Marbachweg und verbindet die Station mit den dort verkehrenden Omnibuslinien M34 und 64. Die anfangs etwas trostlose unterirdische Anlage wurde in den 1980er Jahren nach einer Idee von Prof. Pininski umgestaltet und präsentierte sich farbenfroh mit interessanten Details, wirkt aber dennoch etwas verlassen, da es anders als an der U-Bahn-Station Hügelstraße keinerlei Läden gibt. 

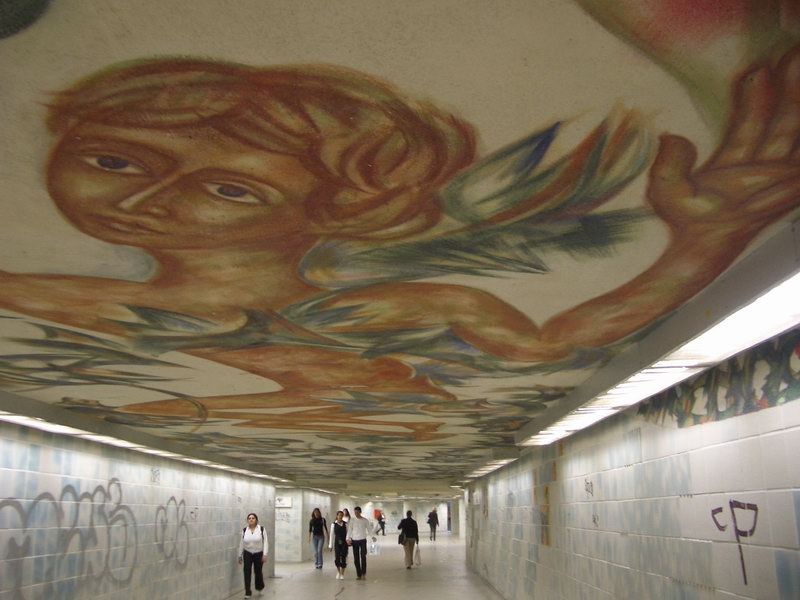
Fußgängertunnel mit Deckengemälde (Zustand 2005)
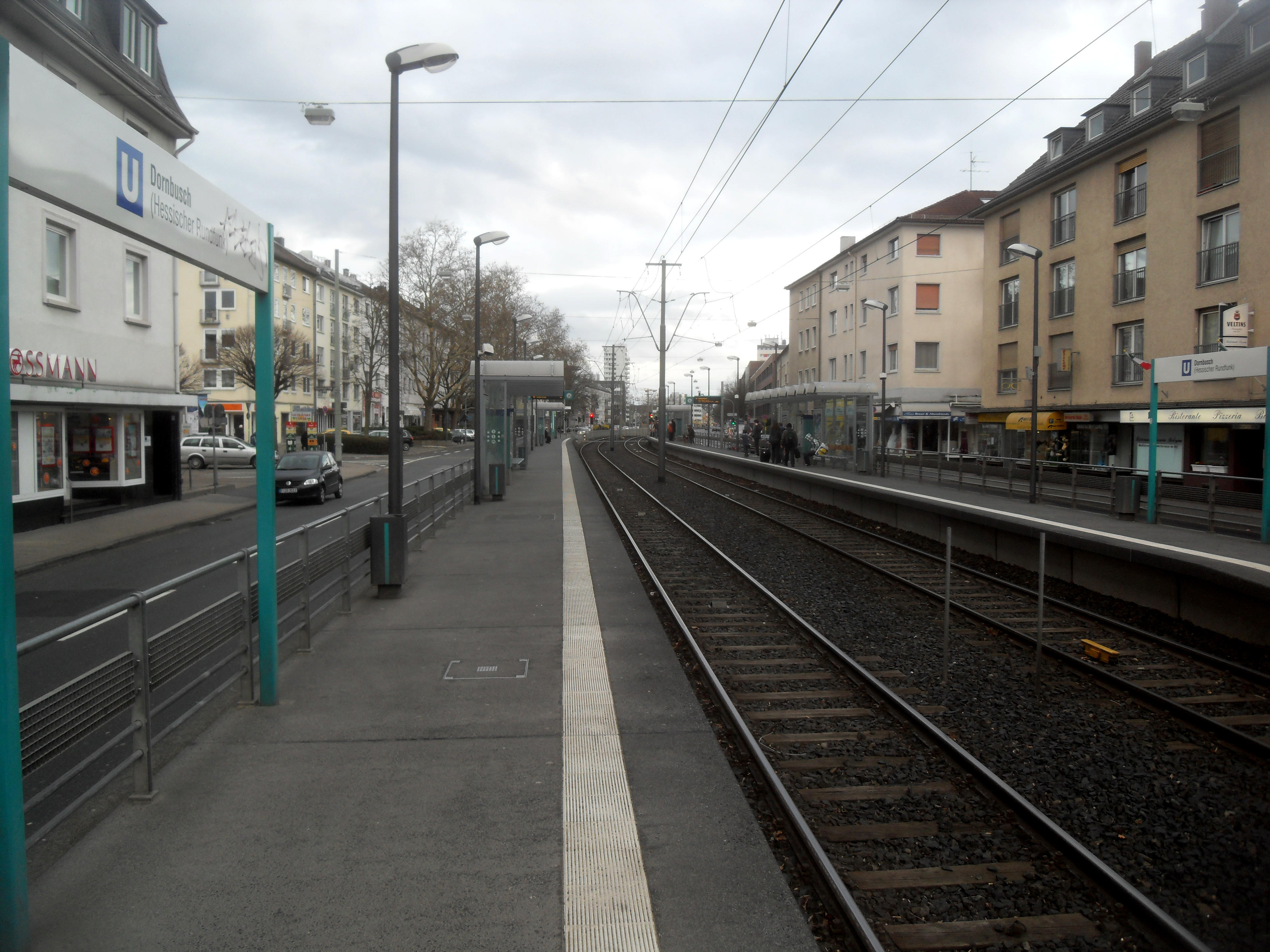
Die Bahnsteiganlagen der Station Dornbusch

## Kritik
Ursprünglich waren die vier Treppenzugänge rund um die Kreuzung neben ihrer eigentlichen Funktion außerdem auch als neue Querungsmöglichkeit für den Verkehrsknotenpunkt vorgesehen – wie vielerorts in Frankfurt seit den 60ern bis in hinein in die 80er Jahre üblich. Im Gegensatz zu anderen Bauwerken, die aus Gründen der Barrierefreiheit nachträglich umgebaut oder durch ebenerdige Zugänge ergänzt wurden, ist der Tunnel bis heute die einzige Querungsmöglichkeit der Eschersheimer Landstraße im Bereich dieser Kreuzung. Erst Anfang 2002 wurde die Station so umgebaut, dass seitdem wenigstens am über 250 m weit entfernten Südende der Station eine barrierefreie Überquerung der Eschersheimer Landstraße möglich ist. Da der Tunnel jedoch trotzdem häufig auf ebenerdigem Weg umgangen wird, ist die Kreuzung ein Schwerpunkt sehr vieler – oft tödlicher – Unfälle. Die Bewohner des Dornbuschs bezeichnen die städtebauliche Situation der Strecke daher oft als „Mauer“, die den Stadtteil in zwei Hälften teilt, und fordern auch im Norden ebenerdige Überwege und Zugänge zur Station.

## Betrieb

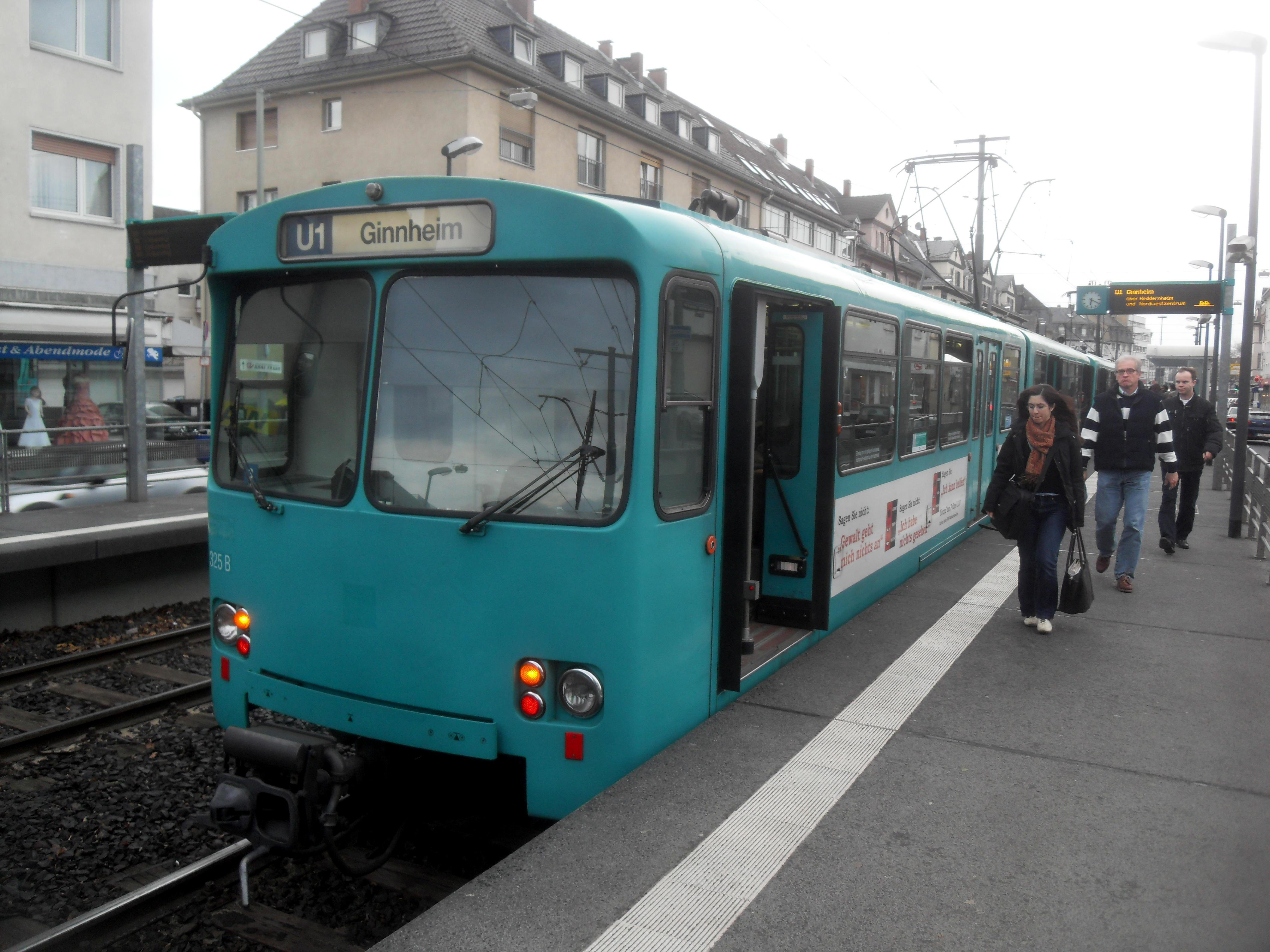
U2-Triebwagen in der Station Dornbusch auf der Linie U 1 auf dem Weg nach Frankfurt-Ginnheim

| Linie | Verlauf | Takt |
| ----- | --- | --- |
| S1    | Südbahnhof – Schweizer Platz – Willy-Brandt-Platz – Hauptwache – Eschenheimer Tor – Grüneburgweg – Holzhausenstraße – Miquel-/Adickesallee – Dornbusch – Fritz-Tarnow-Straße – Hügelstraße – Lindenbaum – Weißer Stein – Heddernheim – Zeilweg – Heddernheimer Landstraße – Nordwestzentrum – Römerstadt – Ginnheim/Niddapark – Ginnheim Mitte | 10 min (werktags) 15 min (sonn-/feiertags)                                                                                |
| S2    | Südbahnhof – Schweizer Platz – Willy-Brandt-Platz – Hauptwache – Eschenheimer Tor – Grüneburgweg – Holzhausenstraße – Miquel-/Adickesallee – Dornbusch – Fritz-Tarnow-Straße – Hügelstraße – Lindenbaum – Weißer Stein – Heddernheim – Sandelmühle – Riedwiese/Mertonviertel – Kalbach – Bonames Mitte – Nieder-Eschbach – Ober-Eschbach – Bad Homburg-Gonzenheim | 10 min (Südbf–Nieder-Eschb. werktags) 10/20 min (Nieder-Eschb.–Gonzenh. werktags) 5/10 min (HVZ) 15 min (sonn-/feiertags) |
| S3    | Südbahnhof – Schweizer Platz – Willy-Brandt-Platz – Hauptwache – Eschenheimer Tor – Grüneburgweg – Holzhausenstraße – Miquel-/Adickesallee – Dornbusch – Fritz-Tarnow-Straße – Hügelstraße – Lindenbaum – Weißer Stein – Heddernheim – Zeilweg – Wiesenau – Niederursel – Weißkirchen Ost – Bommersheim – Oberursel Bahnhof – Oberursel Stadtmitte – Oberursel Altstadt – Oberstedter Straße – Glöcknerwiese – Kupferhammer – Rosengärtchen – Waldlust – Oberursel-Hohemark | 15 min (werktags) 30 min (sonn-/feiertags)                                                                                |
| S8    | Südbahnhof – Schweizer Platz – Willy-Brandt-Platz – Hauptwache – Eschenheimer Tor – Grüneburgweg – Holzhausenstraße – Miquel-/Adickesallee – Dornbusch – Fritz-Tarnow-Straße – Hügelstraße – Lindenbaum – Weißer Stein – Heddernheim – Zeilweg – Wiesenau – Niederursel – Uni-Campus Riedberg – Riedberg | 15 min 10 min (HVZ) |